# سیب جاز
سیب جاز گونه‌ای سیب است که در کشور زلاندنو برداشت می‌گردد. این سیب از پیوند سیب گالا و سیب برابرن حاصل می‌شود. این نوع سیب در سال ۱۹۸۵ (میلادی) به وسیله موسسه پژوهش گیاه و غذای زلاندنو ابداع گردید.